# Fusarium coccidicola
Fusarium coccidicola är en svampart som beskrevs av Henn. 1904. Fusarium coccidicola ingår i släktet Fusarium och familjen Nectriaceae.   Inga underarter finns listade i Catalogue of Life.